# Metrioptera arnoldi
Metrioptera arnoldi är en insektsart som beskrevs av Willy Adolf Theodor Ramme 1933. Metrioptera arnoldi ingår i släktet Metrioptera och familjen vårtbitare. Inga underarter finns listade i Catalogue of Life.